# Konferenz (Schifffahrt)
Eine Konferenz ist ein Zusammenschluss mehrerer Linienreedereien in der Seeschifffahrt. Bei den Zusammenschlüssen handelt es sich um freiwillige Kartelle. Konferenzen unterliegen in Deutschland nicht dem Kartellrecht.
Die Leitung einer Konferenz obliegt einem sog. Konferenzsekretariat, das die Vereinbarungen der Konferenz und deren Einhaltung durch die Konferenzmitglieder überwacht.

## Arten von Konferenzen
Konferenzen sind i. d. R.:
- Gebietskartelle (geographische Abgrenzung des Marktgebiets)
- Preiskartelle (Mitglieder setzen Frachtraten einseitig fest)
- Konditionskartelle (Vereinbarung einheitlicher Beförderungsbedingungen)
- Produktionskartelle oder Quotenkartelle (Absprachen über Kapazitäten in Form von Abfahrtsquoten, Anzahl der Abfahrten pro Mitglied und Jahr, Ladungsquoten pro Hafen)
- Rabattkartelle (alle Kartellmitglieder gewähren den Verladern einheitliche Rabatte)

Die rechtliche Selbständigkeit der Unternehmen, die Mitglied einer Konferenz sind, bleibt erhalten, die wirtschaftliche Selbständigkeit wird in Teilbereichen eingeschränkt. Ziel der Konferenzen ist es in erster Linie, ruinösen Wettbewerb zu verhindern.
Man unterscheidet zwischen offenen und geschlossenen Konferenzen:
- Offene Konferenz

Eine offene Konferenz muss Linienreedereien aufnehmen, die der Konferenz beitreten wollen, sofern sie sich verpflichten, die Konferenzregularien einzuhalten. Offene Konferenzen kommen insbesondere im Verkehr mit den USA vor, weil die kartellrechtlichen Bestimmungen in den USA offene Konferenzen vorschreiben. Konferenzen werden in den USA durch die Federal Maritime Commission (FMC) überwacht.
- Geschlossene Konferenz

Eine geschlossene Konferenz (auch regulierte Konferenz genannt) entscheidet selbst, wer Mitglied der Konferenz wird; beitrittswillige Linienreedereien haben keinen Anspruch auf Beitritt.

## Pool
Ein Pool ist die gesteigerte Form der Konferenz. Die rechtliche Selbständigkeit der Unternehmen bleibt auch hier erhalten, die wirtschaftliche Selbständigkeit wird jedoch stärker als bei einer Konferenz eingeschränkt, z. B. durch gemeinsame Aktivitäten wie Ladungsaquisition und gemeinsame Werbung.
Unterschieden werden insbesondere:
- Frachtenpool (auch Erlöspool oder Einnahmenpool)

Die Frachterlöse der Poolmitglieder werden nach Abzug bestimmter Kosten (z. B. Rabatte, Kommissionen, Lade-/Löschkosten) rechnerisch addiert; die Summe wird nach einem bestimmten, vorher festgelegten Schlüssel auf die Poolmitglieder verteilt. Damit wird ein unternehmerisches Risiko „auf mehrere Schultern“ verteilt; es gibt zwischen den Poolmitgliedern keinen Anreiz für einen ruinösen Wettbewerb.
- Ladungspool

Das gesamte Ladungsaufkommen wird auf die einzelnen Poolmitglieder verteilt. Wer mehr Ladung verlädt, als nach der Quote vorgesehen (Overcarrier), muss denjenigen, der weniger Ladung verlädt, als nach der Quote vorgesehen (Undercarrier), finanziell entschädigen (Ausgleichszahlung).

## Vor- und Nachteile
Konferenzen haben Vor- und Nachteile für die Konferenzmitglieder wie auch für die Verlader.
- Vorteile für Konferenzmitglieder
  - ausreichend hohe Tarifraten erlauben den kostendeckenden Betrieb
  - regelmäßige Einnahmen, erleichtern u. a. Planungen, z. B. für Investitionen
  - verringerte Konkurrenz: kein Konkurrenzkampf bezüglich der Raten, kein Überangebot an Tonnage, wenn der Fahrplan abgestimmt wird, bessere Auslastung der Kapazitäten, wenn die Abfahren der einzelnen Konferenzmitglieder sich nicht überschneiden
  - relativ hohe Auslastung durch Bindung zu den Verladern
  - bessere Möglichkeiten der Marktbeeinflussung
- Nachteile für Konferenzmitglieder
  - hoher politischer Druck
  - notwendige Bürokratie verhindert bzw. verlangsamt die Anpassungsfähigkeit an sich ändernde Marktbedingungen

- Vorteile für Verlader
  - feste Abfahrtstermine
  - feste Frachtraten (vereinfachen für die Verlader die Kalkulation)
  - feste Frachtraten auch in Zeiten hoher Nachfrage
  - Rabatte
- Nachteile für Verlader
  - feste Frachtraten (verringern die Bereitschaft zur Verbesserung des Service durch die Konferenzmitglieder)
  - relativ hohe Frachtraten
  - in Zeiten geringer Nachfrage keine Preisreaktion (für die Verlader besteht aber ggf. die Möglichkeit, auf Outsider auszuweichen)
  - quasi-monopolistische Stellung der Konferenz kann ausgenutzt werden

## Rabatte
Konferenzen gewähren ihren Kunden üblicherweise Rabatte. Unterschieden wird dabei zwischen einem Sofortrabatt und einem Zeitrabatt:
- Sofortrabatt

Der Sofortrabatt (engl.: immediate rebate) wird Verladern gewährt, die sich von vornherein zur ausschließlichen Verladung mit den Mitgliedern einer bestimmten Konferenz verpflichten. Der Rabatt beträgt in der Regel 9,5 % auf die Tarifrate.
- Zeitrabatt

Der Zeitrabatt (engl.: deferred rebate) wird Verladern gewährt, die sich zwar nicht im Vorwege verpflichten, ausschließlich Konferenzmitglieder zu nutzen, aber nachweisen können, ausschließlich Konferenztonnage genutzt oder eine bestimmte Ladungsmenge mit Konferenztonnage verschifft zu haben. Der Rabatt beträgt in der Regel 10 % auf die Tarifrate.

## Outsider
Als Outsider (aus dem Englischen, Außenseiter) bezeichnet man Schifffahrtsunternehmen, meist Linienreedereien, die im gleichen Fahrtgebiet wie eine Konferenz tätig sind, aber unabhängig von dieser operieren.
Outsider bieten Transportleistungen zu Frachtraten an, die in der Regel unter denen der Konferenz liegen.